# Sky Classica
Sky Classica è un'emittente televisiva italiana interamente dedicata alla musica classica, in onda sul canale 124 della piattaforma Sky Italia (125 su Sky Stream e Sky Glass). Sky Classica trasmette ininterrottamente ogni giorno 24 ore su 24, con un palinsesto che abbraccia opere liriche, concerti, musica da camera, danza classica e moderna, approfondimenti, documentari, film, speciali, jazz, musica di confine e molto altro ancora.

## Storia
Nata nel 1997 con il nome di Classica, è in onda sulla piattaforma televisiva Sky dal 2003 come canale "Option" alla posizione 728.
Il 5 dicembre 2012 il canale ha trasmesso La traviata di Giuseppe Verdi per la prima volta in alta definizione e in diretta dal Teatro di San Carlo di Napoli.
Il 14 giugno 2013 va in onda l'Aida di Giuseppe Verdi in alta definizione e in diretta dall'Arena di Verona.
Dal 10 ottobre 2013, il canale televisivo è visibile a tutti i clienti Sky, passando definitivamente all'alta definizione e rinnovando il proprio logo e grafiche, riposizionandosi al canale 131; nella stessa data cessa la versione a definizione standard.
Il 29 marzo 2014 Classica si è trasferito al canale 138.
Dal 4 giugno 2018 è visibile al canale 136.
Il 1º febbraio 2025 il canale adotta la denominazione di Sky Classica, entrando a far parte del bouquet di canali a brand Sky. Sempre lo stesso giorno il canale si sposta al canale 124.

## Palinsesto
Il palinsesto di Sky Classica prevede ogni sera un nuovo appuntamento alle 21:10:
- lunedì - Canto (le performance delle grandi voci della musica classica);
- martedì - Opera straniera (le grandi opere liriche in lingua straniera, sottotitolate in italiano);
- mercoledì - Danza (le migliori produzioni di balletto italiano e internazionale, del presente e del passato);
- giovedì - Documentari (backstage, prove d'orchestra, ritratti, interviste, master class, ...);
- venerdì - Contrappunti (interviste a personaggi illustri del panorama musicale italiano e internazionale);
- sabato - Opera italiana (le grandi opere del melodramma italiano, sottotitolate in italiano);
- domenica - Concerto (i più grandi interpreti di musica sinfonica).

## Loghi

1997 - 9 ottobre 2013
10 ottobre 2013 - 21 giugno 2017
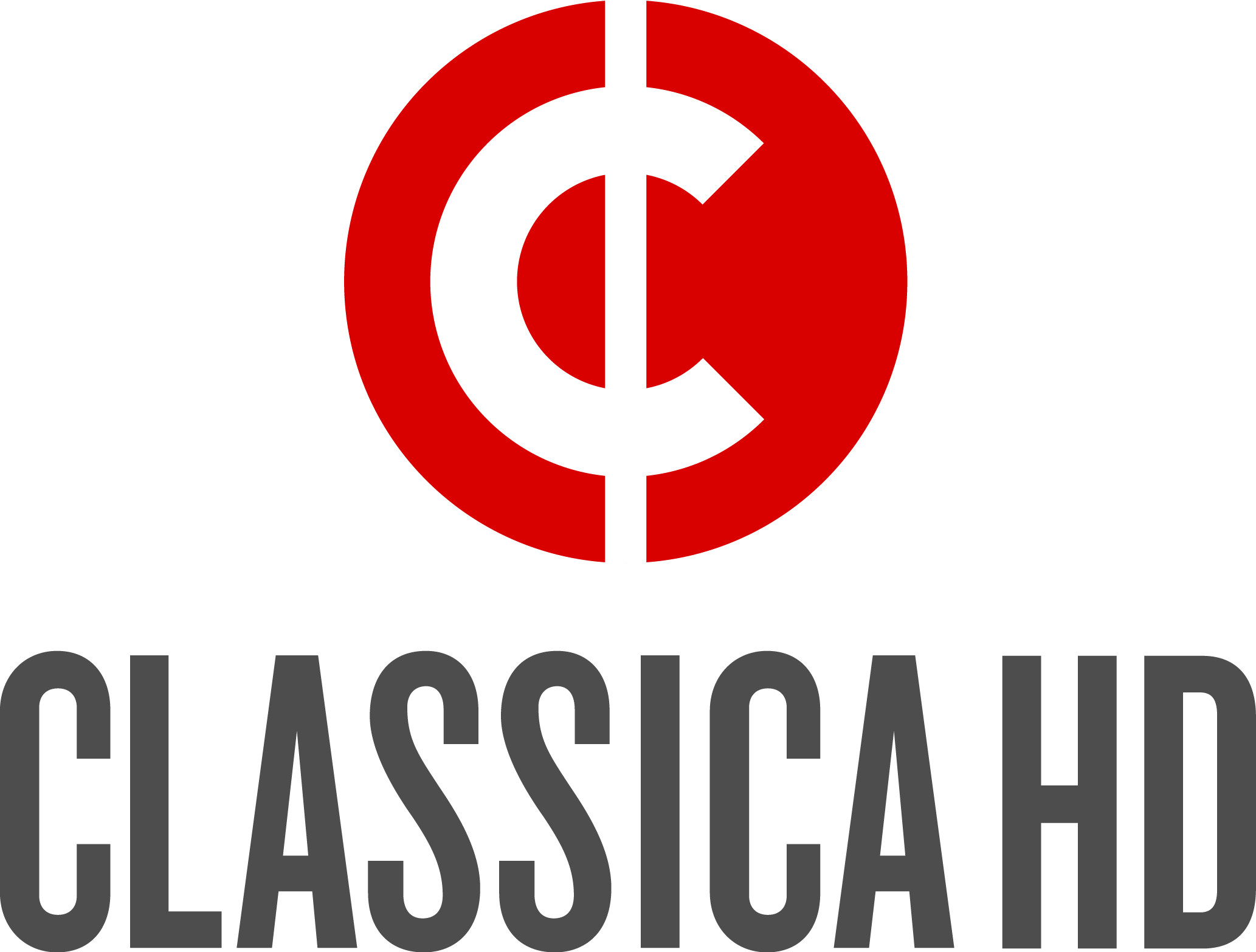
22 giugno 2017 - 31 gennaio 2025
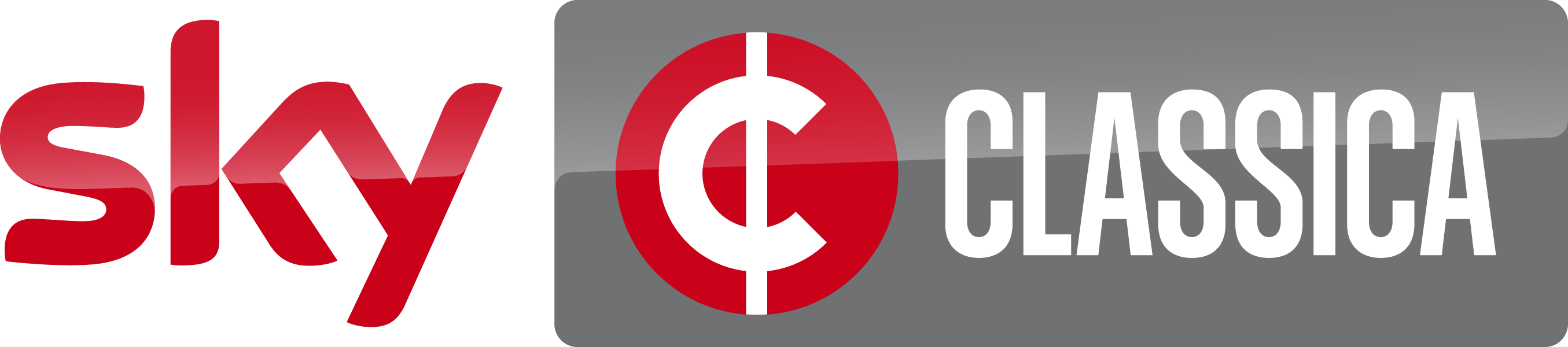
Logo in uso dal 1 febbraio 2025